# Античана (Лука)
Античана је насеље у Италији у округу Лука, региону Тоскана.
Према процени из 2011. у насељу је живело 33 становника. Насеље се налази на надморској висини од 488 м.